# GTPγS
La molécula de GTPγS es un análogo no hidrolizable (aunque en algunos casos puede mostrar una hidrólisis muy lenta) de guanosín trifosfato (GTP). Esta molécula mimetiza al GTP en cuanto a que puede activar, como este, a proteínas G y a otras proteínas que se unen a guanín nucleótidos. También puede sustituir al GTP en otras vías metabólicas como la hidrólisis de fosfoinosítidos, la acumulación de AMP cíclico y la activación de proto-oncogenes específicos. Cuando se marca con azufre radiactivo formando [35S]GTPγS, se puede usar para autorradiografiar las proteínas G unidas a él.
- Datos: Q5514740

1. ↑  Número CAS